# Cloniophorus duvivieri
Cloniophorus duvivieri es una especie de escarabajo longicornio del género Cloniophorus, tribu Callichromatini, subfamilia Cerambycinae. Fue descrita científicamente por Juhel y Bentanachs en 2009.

## Descripción
Mide 12 milímetros de longitud.

## Distribución
Se distribuye por República Democrática del Congo.